# Norberto Briasco
Norberto Alejandro Briasco Balekian (Buenos Aires, 29 febbraio 1996) è un calciatore argentino naturalizzato armeno, attaccante del Gimnasia (LP), in prestito dal Boca Juniors, e della nazionale armena.

## Biografia
È nato in Argentina. Suo nonno materno viene dall'Armenia.

## Caratteristiche tecniche
È un'ala destra.

## Carriera

### Club
Cresciuto nelle giovanili dell'Huracán, ha esordito il 19 luglio 2016 in occasione del match di Copa Argentina vinto 2-1 contro il Central Córdoba (R).

### Nazionale
Il 7 marzo 2018 ha ricevuto la sua prima convocazione dalla nazionale armena. Ha poi esordito 17 giorni più tardi in amichevole contro l'Estonia.

## Statistiche

### Presenze e reti nei club
Statistiche aggiornate al 15 giugno 2021.
| Stagione        | Squadra         | Campionato      | Campionato | Campionato | Coppe nazionali | Coppe nazionali | Coppe nazionali | Coppe continentali | Coppe continentali | Coppe continentali | Altre coppe | Altre coppe | Altre coppe | Totale | Totale | Totale |
| Stagione        | Squadra         | Comp            | Pres       | Reti       | Comp            | Pres            | Reti            | Comp               | Pres               | Reti               | Comp        | Pres        | Reti        | Pres   | Reti   |        |
| --------------- | --------------- | --------------- | ---------- | ---------- | --------------- | --------------- | --------------- | ------------------ | ------------------ | ------------------ | ----------- | ----------- | ----------- | ------ | ------ | ------ |
| 2016            | Huracán         | PD              | 0          | 0          | CA              | 1               | 0               |                    | -                  | -                  |             | -           | -           | 1      | 0      |        |
| 2016-2017       | Huracán         | PD              | 18         | 3          | CA              | 1               | 0               | CS                 | 4                  | 1                  |             | -           | -           | 23     | 4      |        |
| 2017-2018       | Huracán         | PD              | 5          | 1          | CA              | 2               | 0               |                    | -                  | -                  |             | -           | -           | 7      | 1      |        |
| 2018-2019       | Huracán         | PD              | 13         | 0          | CA+CdL          | 2+2             | 0               | CL                 | 3                  | 0                  |             | -           | -           | 20     | 0      |        |
| 2019-2020       | Huracán         | PD              | 18         | 3          | CA+CdL          | 1+1             | 0               | CS                 | 1                  | 0                  |             | -           | -           | 21     | 3      |        |
| 2020-giu. 2021  | Huracán         | CM+CdL          | 9+10       | 2+0        | -               | -               | -               | -                  | -                  | -                  |             | -           | -           | 19     | 2      |        |
| Totale Huracán  | Totale Huracán  | Totale Huracán  | 54+19      | 7+2        |                 | 10              | 0               |                    | 8                  | 1                  |             | -           | -           | 91     | 10     |        |
| Totale carriera | Totale carriera | Totale carriera | 73         | 9          |                 | 10              | 0               |                    | 8                  | 1                  |             | -           | -           | 91     | 10     |        |

### Cronologia presenze in nazionale
| Cronologia completa delle presenze e delle reti in nazionale ― Armenia | Cronologia completa delle presenze e delle reti in nazionale ― Armenia | Cronologia completa delle presenze e delle reti in nazionale ― Armenia | Cronologia completa delle presenze e delle reti in nazionale ― Armenia | Cronologia completa delle presenze e delle reti in nazionale ― Armenia | Cronologia completa delle presenze e delle reti in nazionale ― Armenia | Cronologia completa delle presenze e delle reti in nazionale ― Armenia | Cronologia completa delle presenze e delle reti in nazionale ― Armenia |
| Data                                                                   | Città                                                                  | In casa                                                                | Risultato                                                              | Ospiti                                                                 | Competizione                                                           | Reti                                                                   | Note                                                                   |
| ---------------------------------------------------------------------- | ---------------------------------------------------------------------- | ---------------------------------------------------------------------- | ---------------------------------------------------------------------- | ---------------------------------------------------------------------- | ---------------------------------------------------------------------- | ---------------------------------------------------------------------- | ---------------------------------------------------------------------- |
| 24-3-2018                                                              | Erevan                                                                 | Armenia                                                                | 0 – 0                                                                  | Estonia                                                                | Amichevole                                                             | -                                                                      | 67’                                                                    |
| 27-3-2018                                                              | Erevan                                                                 | Armenia                                                                | 0 – 1                                                                  | Lituania                                                               | Amichevole                                                             | -                                                                      | 53’                                                                    |
| 23-3-2019                                                              | Grbavica                                                               | Bosnia ed Erzegovina                                                   | 2 – 1                                                                  | Armenia                                                                | Qual. Euro 2020                                                        | -                                                                      | 67’                                                                    |
| 26-3-2019                                                              | Erevan                                                                 | Armenia                                                                | 0 – 2                                                                  | Finlandia                                                              | Qual. Euro 2020                                                        | -                                                                      | 57’ 59’                                                                |
| 5-9-2020                                                               | Skopje                                                                 | Macedonia del Nord                                                     | 2 – 1                                                                  | Armenia                                                                | UEFA Nations League 2020-2021 - 1º turno                               | -                                                                      | 76’                                                                    |
| 25-3-2021                                                              | Vaduz                                                                  | Liechtenstein                                                          | 0 – 1                                                                  | Armenia                                                                | Qual. Mondiali 2022                                                    | -                                                                      | 64’                                                                    |
| 28-3-2021                                                              | Erevan                                                                 | Armenia                                                                | 2 – 0                                                                  | Islanda                                                                | Qual. Mondiali 2022                                                    | -                                                                      | 64’                                                                    |
| 31-3-2021                                                              | Erevan                                                                 | Armenia                                                                | 3 – 2                                                                  | Romania                                                                | Qual. Mondiali 2022                                                    | -                                                                      | 46’                                                                    |
| 11-11-2021                                                             | Erevan                                                                 | Armenia                                                                | 0 – 5                                                                  | Macedonia del Nord                                                     | Qual. Mondiali 2022                                                    | -                                                                      | 73’                                                                    |
| 14-11-2021                                                             | Erevan                                                                 | Armenia                                                                | 1 – 4                                                                  | Germania                                                               | Qual. Mondiali 2022                                                    | -                                                                      | 69’                                                                    |
| 25-3-2023                                                              | Erevan                                                                 | Armenia                                                                | 1 – 2                                                                  | Turchia                                                                | Qual. Euro 2024                                                        | -                                                                      | 76’                                                                    |
| 16-6-2023                                                              | Cardiff                                                                | Galles                                                                 | 2 – 4                                                                  | Armenia                                                                | Qual. Euro 2024                                                        | -                                                                      | 75’ 90+6’                                                              |
| 19-6-2023                                                              | Erevan                                                                 | Armenia                                                                | 2 – 1                                                                  | Lettonia                                                               | Qual. Euro 2024                                                        | -                                                                      | 33’                                                                    |
| 8-9-2023                                                               | Eskişehir                                                              | Turchia                                                                | 1 – 1                                                                  | Armenia                                                                | Qual. Euro 2024                                                        | -                                                                      | 83’                                                                    |
| 11-9-2023                                                              | Erevan                                                                 | Armenia                                                                | 0 – 1                                                                  | Croazia                                                                | Qual. Euro 2024                                                        | -                                                                      | 68’                                                                    |
| 12-10-2023                                                             | Riga                                                                   | Lettonia                                                               | 2 – 0                                                                  | Armenia                                                                | Qual. Euro 2024                                                        | -                                                                      | 70’                                                                    |
| 22-3-2024                                                              | Erevan                                                                 | Armenia                                                                | 0 – 1                                                                  | Kosovo                                                                 | Amichevole                                                             | -                                                                      | 58’                                                                    |
| 26-3-2024                                                              | Praga                                                                  | Rep. Ceca                                                              | 2 – 1                                                                  | Armenia                                                                | Amichevole                                                             | -                                                                      | 73’                                                                    |
| Totale                                                                 |                                                                        | Presenze                                                               | 18                                                                     |                                                                        | Reti                                                                   | 0                                                                      |                                                                        |

## Palmarès
- Copa Argentina: 1

Boca Juniors: 2019-2020
- Campionato argentino: 1

Boca Juniors: 2022
- Supercopa Argentina: 1

Boca Juniors: 2022